# Leganés (Filipinas)
Leganés es un municipio de la provincia filipina de Iloilo. Según el censo de 2007, tiene 27 357 habitantes. Es una de las localidades que componen al Gran Iloílo-Guimarás.

## Barangayes
Leganés se divide administrativamente a 18 barangayes.
| - M. V. Hechanova (Balagon) - Bigke - Buntatala - Cagamutan Norte - Cagamutan Sur - Calaboa - Camangay - Cari Mayor - Cari Minor | - Guaan - Guihaman - Guinobatan - Guintas - Lapayon - Nabitasan - Napnud - Población - San Vicente |